# Gilberto Piquet Herrera
Gilberto Piquet Herrera (4 de marzo de 1989) es un luchador cubano de lucha grecorromana. Participó en el Campeonato Mundial de 2013 consiguiendo 29.ª posición. Ganó dos medallas de oro en Campeonatos Panamericanos, de 2013 y 2015. Logró la medalla de oro en el Campeonato Centroamericano y del Caribe de 2014.